# へきなん芸術文化村
へきなん芸術文化村（へきなんげいじゅつぶんかむら）は、愛知県碧南市鶴見町1-70-1にある複合文化施設。

## 概要
碧南市芸術文化ホールと碧南市民図書館からなる施設である。敷地の中央には円形階段と池があり、これらを中心として碧南市民図書館と碧南市芸術文化ホールが向かい合っている。
用地取得費を含む総工費は約75億円。設計は久米設計名古屋支社、施工は戸田・白竹・梶川・木村共同企業体。ホールの音響内装は永田音響設計が手掛けている。敷地内には彫刻家の向井良吉による作品「碧南」がある。

## 歴史
- 1993年（平成5年）7月17日 - 碧南市制45周年記念事業として開館[6][7]。
- 1994年（平成6年） - 第2回愛知まちなみ建築賞の一般部門で入賞[4][8]。
- 1995年（平成7年）3月31日 - レストランが閉店[9]。

## 施設
- 碧南市芸術文化ホール
  - エメラルドホール - 音楽専用ホール[10]。固定座席452席[6]。舞台は間口約16m×奥行約8m×高さ約11m[6]。残響は約1.9秒[10]。名称は碧南市の「碧」に由来する。
  - シアターサウス - 演劇を中心とする多目的ホール[10]。可動座席316席[6]。舞台は間口16m×奥行10m×高さ約7m[6]。残響は平均1秒[10]。名称は碧南市の「南」に由来する。
  - スタジオ
  - 会議室・ロビー・楽屋
  - レストラン 七宝
- 碧南市民図書館
- イベントひろば

- レストラン七宝
- 碧南市民図書館

## 交通アクセス
- 名鉄三河線 北新川駅から徒歩で約5分[1][2]。